# با شمشیر
با شمشیر (انگلیسی: By the Sword) یک فیلم ورزشی اَکشن آمریکایی-فرانسوی است که در سال ۱۹۹۱ منتشر شد.

## بازیگران
- اف. موری آبراهام
- اریک رابرتس
- مایا سارا
- برت کالن
- کریس رایدل